# Idrottshuset, Örebro
Idrottshuset, Örebro, är en anrik inomhusanläggning för idrottsverksamhet belägen i Örebro, och granne med Behrn Arena.
Idrottshuset ritades av dåvarande stadsarkitekten i Örebro Georg Arn. Första spadtaget togs till huset den 10 april 1942. På grund av brist på arbetskraft och byggnadsmaterial lades arbetet ner redan efter 43 dagar. Arbetet återupptogs igen år 1944, och huset kunde invigas den 31 augusti 1946 av kronprins Gustav Adolf, senare kung Gustaf VI Adolf.
I Idrottshuset spelar handbollsklubbarna Örebro SK Handboll och IFK Örebro Handboll. Volleyboll och basket spelas även av Örebro Volley respektive ecoÖrebro, som båda använder anläggningen som hemmaplan.

## Lokaler
Stora hallen har dimensionerna 20 x 40 meter. Den har en publikkapacitet på 1 400 sittande åskådare. Vid behov kan platsantalet utökas till 2 100 om golvet tas i anspråk.
Övre hallen mäter 17 x 32 meter och användes tidigare för tennisspel. 
I Källaren finns lokaler för bl.a. kraftsportsverksamhet. Där fanns från början en åtta banors bowlinghall. Den byggdes om till bordtennishall år 1970.

## Om- och tillbyggnad av Idrottshuset
I mitten av oktober 2011 påbörjades en större ombyggnad av Idrottshuset med målet att skapa det "Nya Idrottshuset". Nya omklädningsrum och en ny bollhall byggs till. Bollhallen kan göras om till två träningshallar.
Fastighetsägare är Örebroporten Fastigheter AB.